# Cortaderia fulvida
Cortaderia fulvida är en gräsart som först beskrevs av John Buchanan, och fick sitt nu gällande namn av Victor Dmitrievich Zotov. Cortaderia fulvida ingår i släktet Cortaderia, och familjen gräs. Inga underarter finns listade i Catalogue of Life.